# Museo d'arte islamica (Il Cairo)
Il Museo d'arte islamica del Cairo è un museo situato nell'omonima città in Egitto, contenente la più vasta collezione di arte islamica al mondo.

## Sede

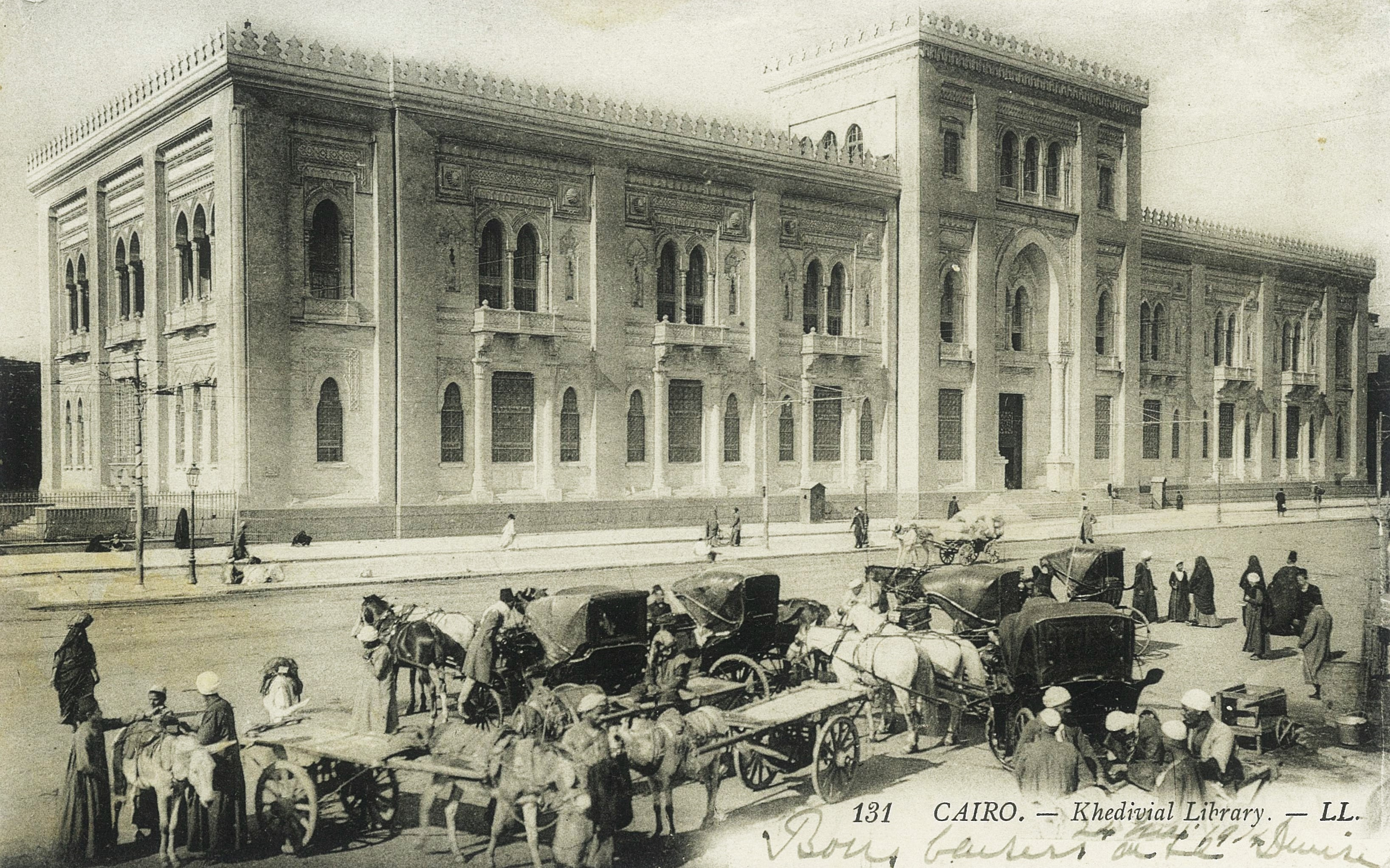
Il Museo d'arte islamica in via Port Said a Bab al-Khalq, 1905.

Tra il 1858 e il 1880, per volere di Isma'il Pascià fu inaugurato un primo museo di arte islamica, situato nella moschea del sultano Baybars che venne trasferito, tra il 1881 al 1902, in una galleria più ampia nel complesso architettonico del califfo al-Hakim; entrambi i luoghi erano ubicati in Via Al-Muizz.
Il Museo d'arte islamica attuale venne costruito tra il 1899 e il 1904 nel distretto di Bab al-Khalq, zona a sud est dell' Al-Muizz, nei pressi della Moschea di Saieda Zeinab.
Il nuovo museo fu realizzato dall'architetto Alfonso Manescalo in stile neo-mamelucco.
L'immobile presenta due ingressi: il principale uno sul lato nord-est in Via Port Said  e il secondo sul lato sud-est in Via Mohamed Ali. La facciata dell'ingresso principale è ricca di decorazioni islamica di vari periodi. 
Il museo è un edifici o a due piani: il piano inferiore contiene le sale espositive e un giardino con fontana in marmo bianco; il piano superiore ospita la Biblioteca Nazionale, mentre nel seminterrato sono ubicate le stanze della sezione del restauro .

## Collezioni
Il Museo contiene oltre 100.000 manufatti artistici, di cui 4.500 sono esposti a rotazione al pubblico . Le 25 sale di esposizione contengono oggetti che spaziano dal VII al XIX secolo provenienti da tutto il mondo islamico. Il luogo raccoglie reperti in legno, gesso, ceramica, metalli vari, cristallo e tessuto, oltre  rari manoscritti del Corano di preziosa manifattura. 
Tra le collezioni più importanti:
- la collezione del periodo omayyade.

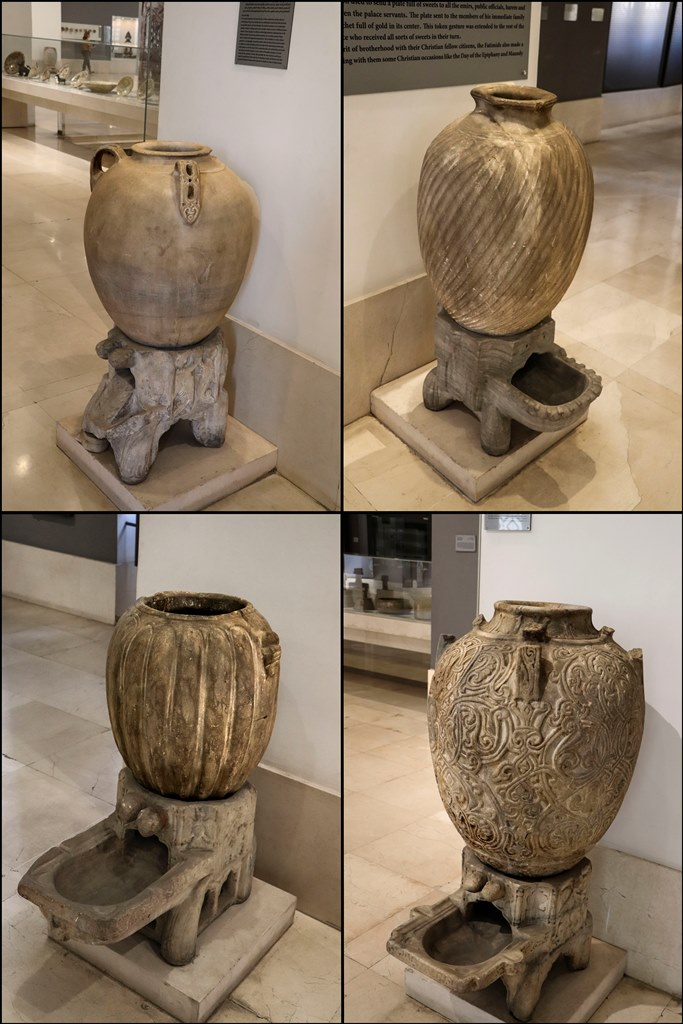
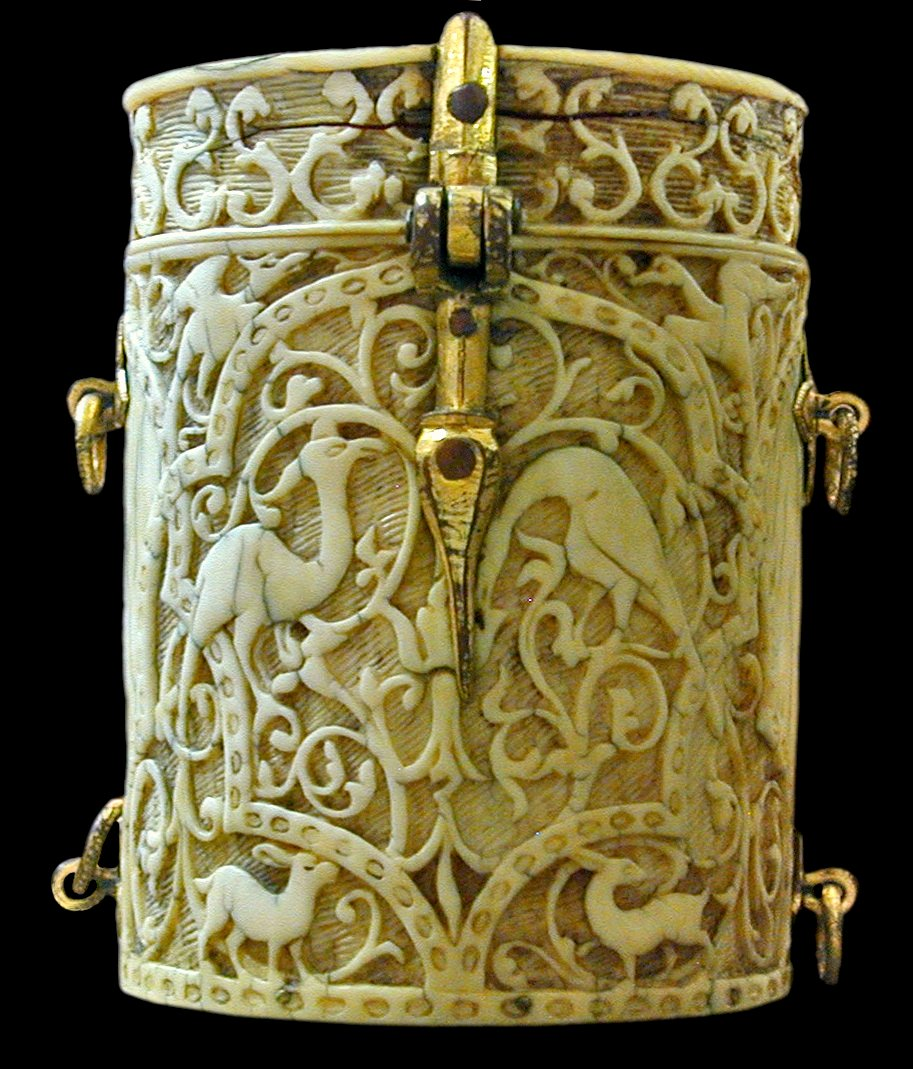
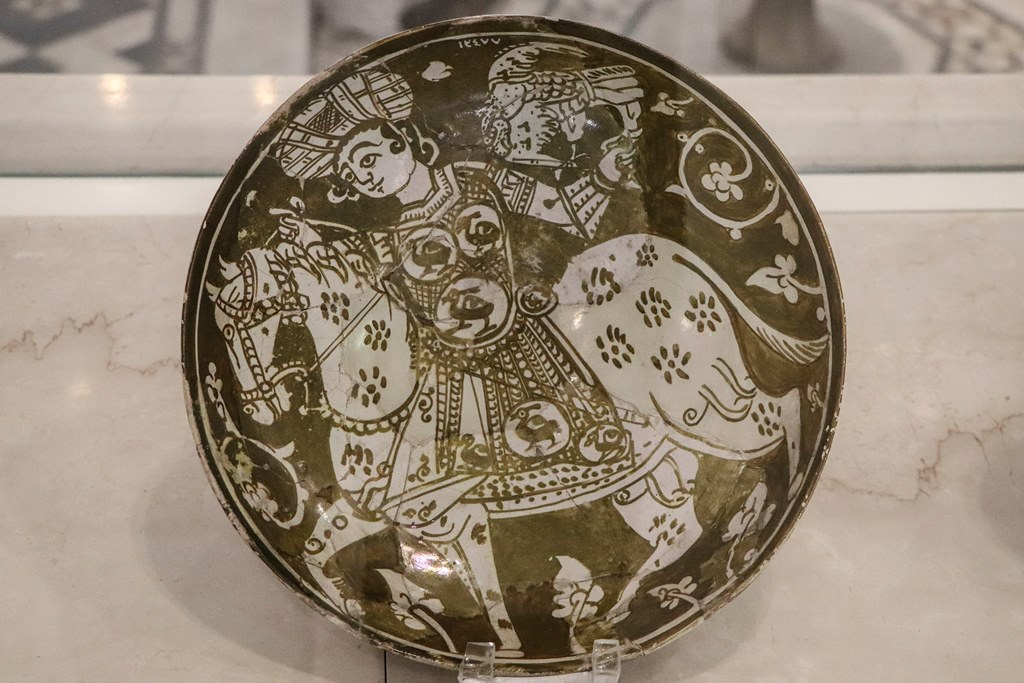
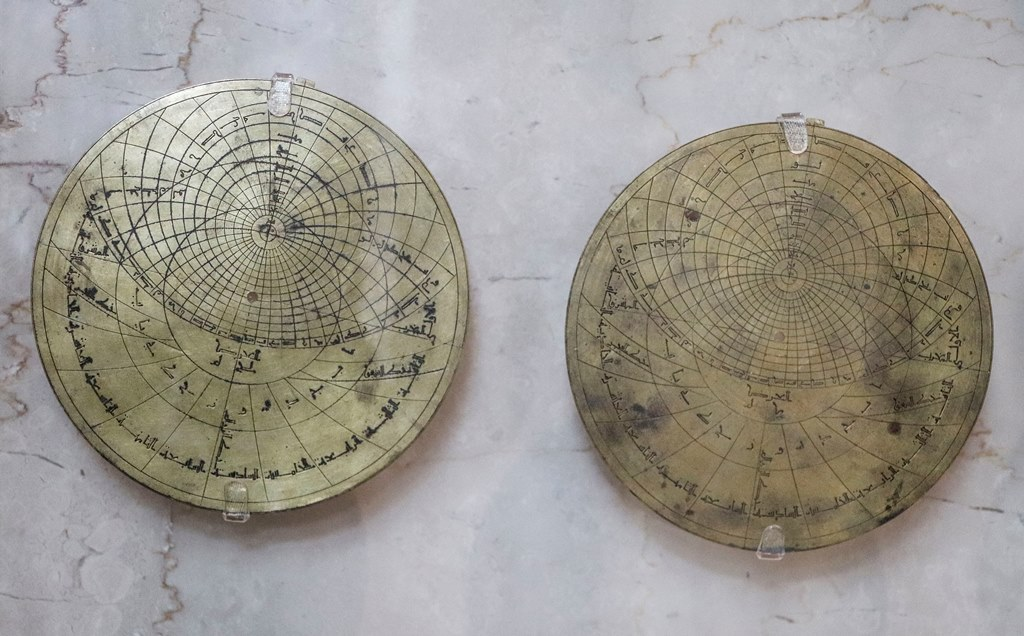
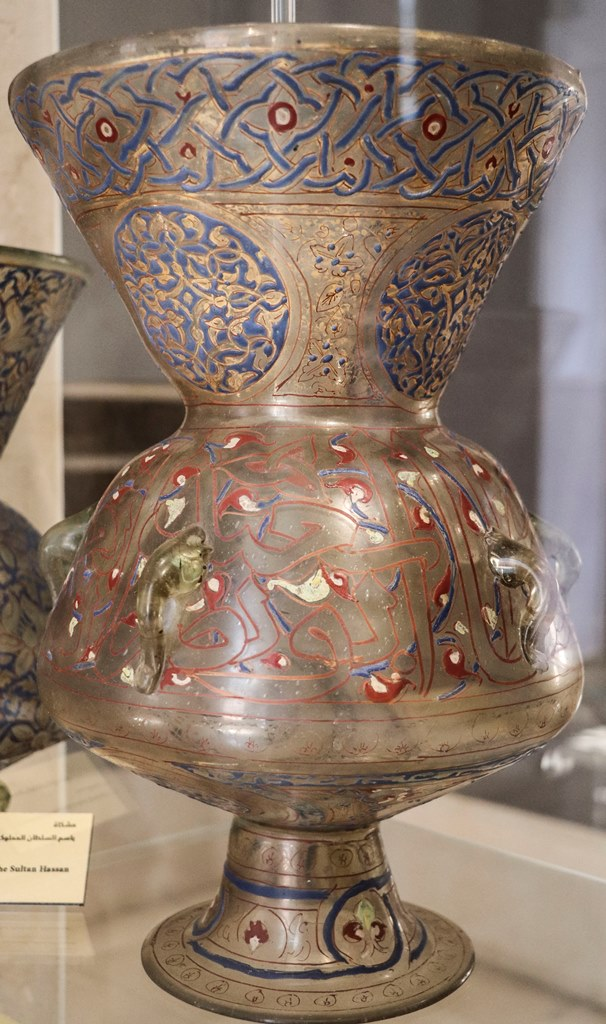

- la collezione del periodo abbaside.
- la collezione del periodo ayyubide.
- la collezione del periodo mamelucco.
- la collezione del periodo ottomano.

## Biblioteca Nazionale d'Egitto
Dār al-kutub o La Biblioteca Nazionale d'Egitto è situata al piano superiore del Museo d'arte islamica del Cairo. Essa è la più antica biblioteca moderna dell'Egitto e il più ampio centro culturale del mondo arabo.

## Restauri
Il museo ha subito molti restauri negli anni. Tra i più noti il lungo e costoso restauro del 2003-2010. E poi il restauro del 2014-2017, dovuto alla distruzione di parte dell'edificio a causa dell'auto-bomba esplosa di fronte alla vicina stazione di polizia di Bab al-Khalq, il 24 gennaio 2014.